# قائمة الطيور
ترتب هذه القائمة الرتب التابعة لصف الطيور، ويلي اسم كل رتبة من هذه الرتب أسماء الفصائل التي تدرج تحتها، ولتسهيل عملية البحث فقد وضعت أسماء الرتب والعائلات باللغة العربية واللغة الإنجليزية.

## قديمات الفك
قديمات الفك فوق رتبة (superorder) تنتمي إليها الرتب التالية:

### النعامياتStruthioniformes

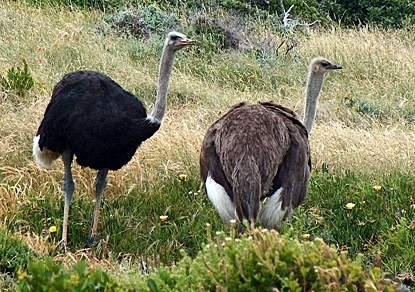
نعام

تعيش في أفريقيا وأستراليا، ولها نوعان.
- نعام Struthionidae

### الريفورماتRheiformes
تعيش في أمريكا الجنوبية، ولها نوعان.
- ريا Rheidae

### التنامياتTinamiformes
تعيش في أمريكا الجنوبية، ولها 45 نوعا.
- تناميات Tinamidae

### الشبنمياتCasuariiformes
تعيش في أوسترالاسيا، ولها 4 أنواع.
- شبنمية Casuariidae

### الكيوياتApterygiformes
تعيش في أوسترالاسيا، ولها 5 أنواع.
- كيوي Apterygidae

## حديثات الفك
حديثات الفك فوق رتبة (superorder) تنتمي إليها الرتب التالية:

### إوزيات الشكلAnseriformes
في كل أنحاء العالم، ولها 150 نوعا.
- صيّاح Anhimidae
- إوز ثرثار Anseranatidae

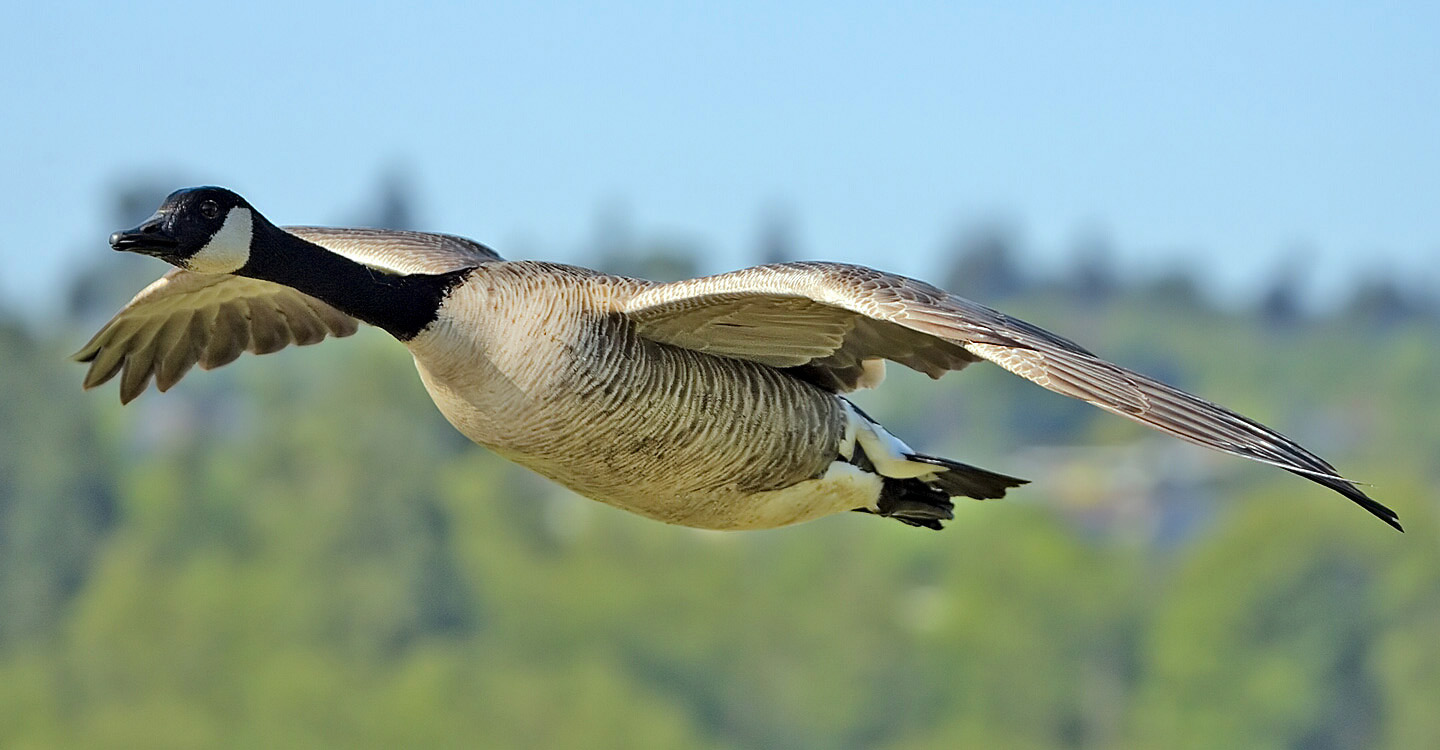
إوز

- إوزيات Anatidae: وتشمل البط والإوز والإوز العراقي.

### الدجاجياتGalliformes
في كل أنحاء العالم، ولها 250 نوعا.
- ميغابود Megapodidae
- كراسيدي Cracidae
- دجاج Phasianoidea

### الغطاسياتPodicipediformes
في كل أنحاء العالم، ولها 19 نوعا.
- غطاس Podicipedidae

### النحاميات الورديةPhoenicopteriformes

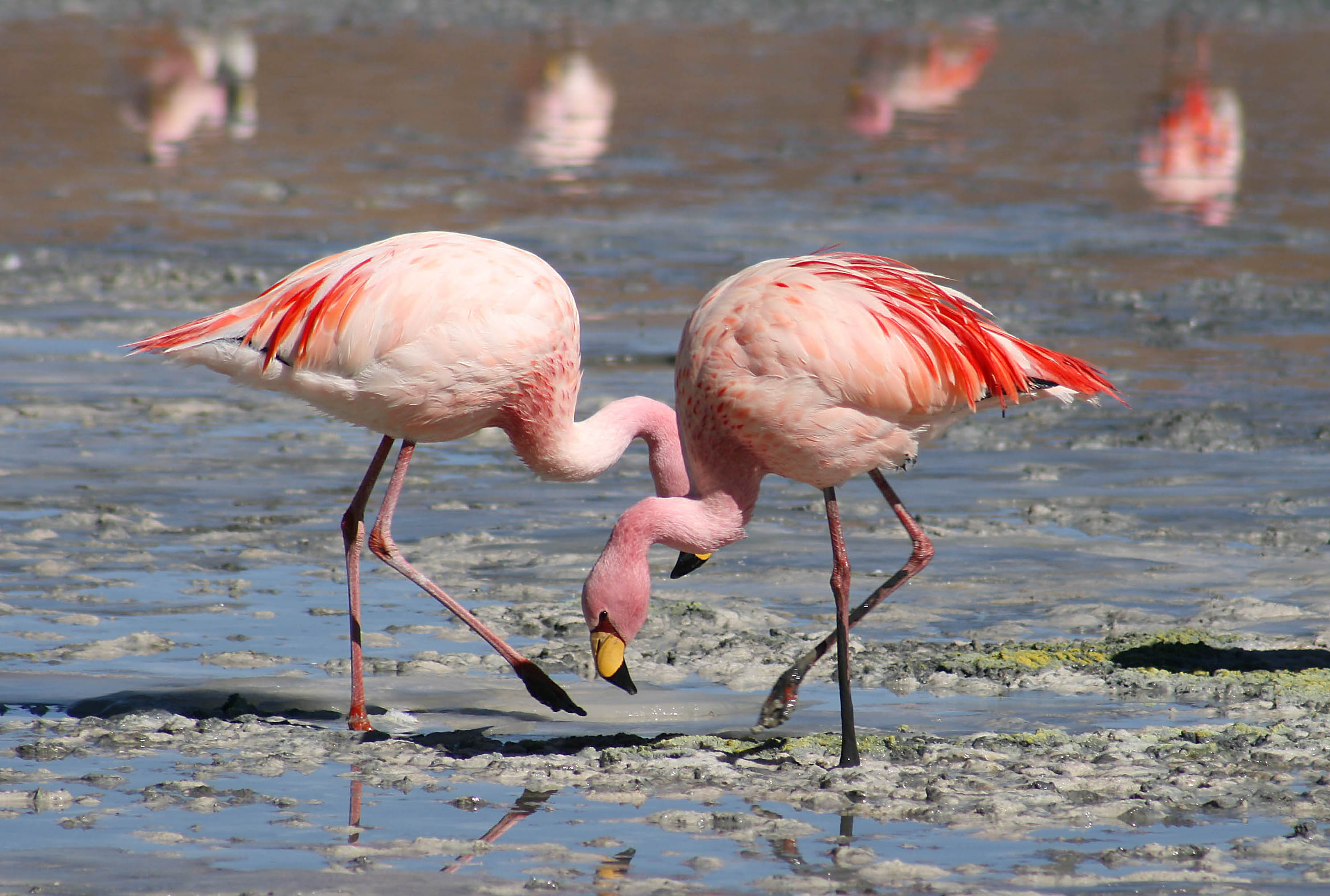
نحام وردي

في كل أنحاء العالم، ولها 6 أنواع.
- نحام وردي Phoenicopteridae

### الميسيتات Mesitornithiformes
تعيش في مدغشقر وكاليدونيا الجديدة، ولها 5 أنواع.
- ميسيت Mesitornithidae
- كاغو Rhynochetidae
- سنبيترن Eurypygidae

### أشكال القطوياتPteroclidiformes
في إفريقيا وأوروبا وآسيا، ولها 16 نوعا.
- قطويات Pteroclididae

### الحمامياتColumbiformes

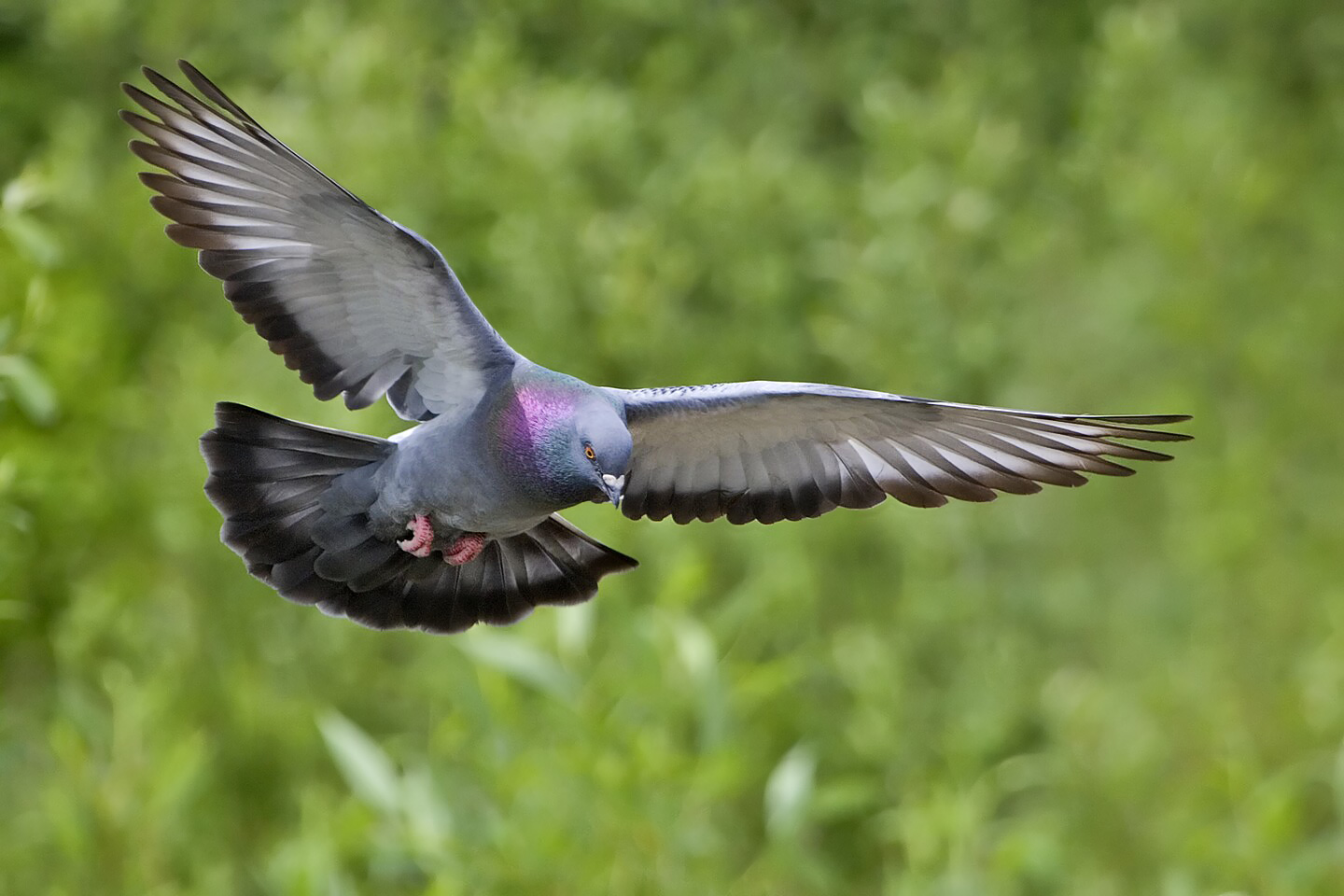
حمام

في كل أنحاء العالم، ولها 300 نوعا.
- حمام Columbidae

### الطيور الاستوائيةPhaethontiformes
في الأماكن المحيطية، ولها 3 أنواع.
- طيور استوائية Phaethontidae

### السبدياتCaprimulgiformes
في كل أنحاء العالم، ولها 90 نوعا.
- طيور زيتية Steatornithidae
- سبديات ذوات فم ضفدعي Podargidae
- بوتو Nyctibiidae
- جرة الليل Caprimulgidae
- سبديات ذات أذن Eurostopodidae

### السمامياتApodiformes
في كل أنحاء العالم، ولها 400 نوع.
- طنان Trochilidae
- سمامة Apodidae
- سمامة الشجر Hemiprocnidae

### الإيغوثيليفورمات Aegotheliformes
في المناطق المحيطية، ولها 10 أنواع
- إيغوثيليدي Aegothelidae

### الواقواقياتCuculiformes

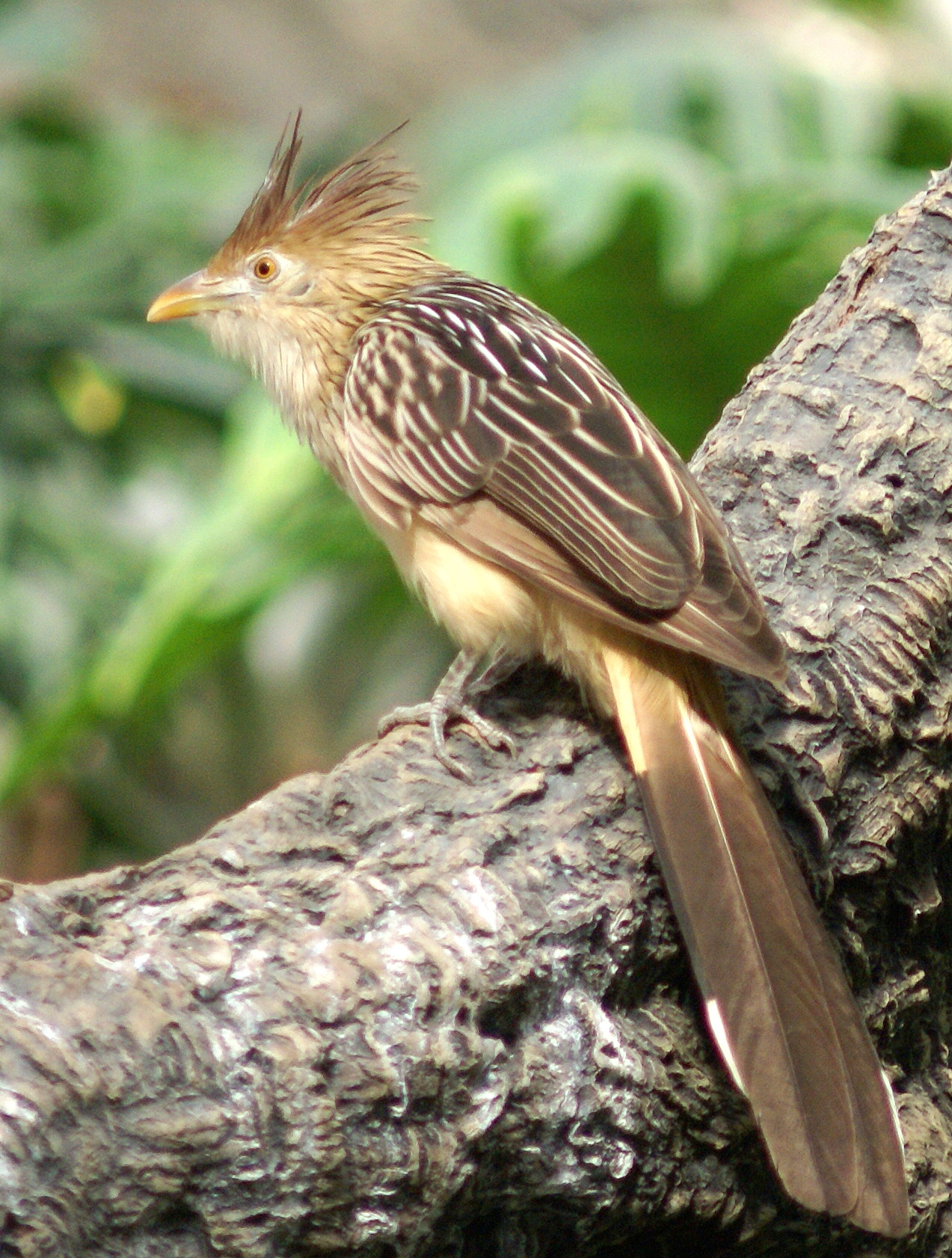
وقواق

في كل أنحاء العالم، ولها 126 نوعا.
- وقواق Cuculidae

### الأوبيسثوكوميفورمات Opisthocomiformes
في أمريكا الجنوبية، نوع واحد.
- هوتزين Opisthocomidae

### المسوفاغيفورمات Musophagiformes
في إفريقيا، 23 نوعا.
- توراكو Musophagidae

### الكركياتGruiformes
في كل أنحاء العالم، ولها 191 نوعا.
- حبارى Otididae
- كركي Gruidae
- الطائر الباكي Aramidae
- بواق Psophiidae
- طيور المرعة Rallidae
- زعنفية الأقدام Heliornithidae

### الغواصياتGaviiformes
في أمريكا الشمالية وأوراسيا، ولها 5 أنواع.
- غواصيات Gaviidae

### البطريقياتSphenisciformes

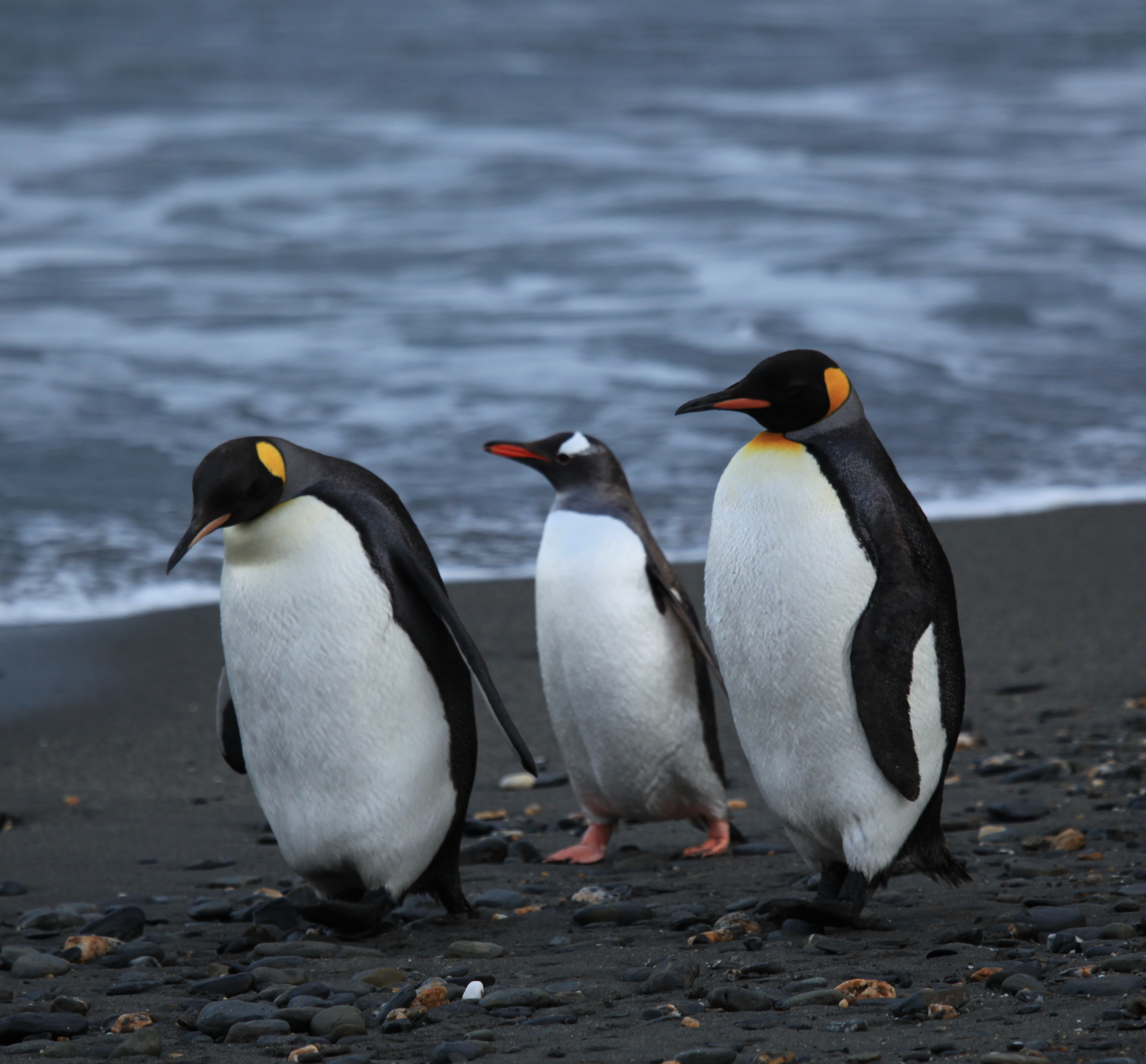
بطريقيات

في القطب الجنوبي والمياه الجنوبية، ولها 17 نوعا.
- بطريقيات Spheniscidae

### النوئياتProcellariiformes
تعيش في المناطق المحيطية، ولها 120 نوعا.
- قطرس Diomedeidae
- بروسيلارايدي Procellariidae
- نوئيات غاطسة Pelecanoididae
- نوئيات العواصف Hydrobatidae

### اللقلقياتCiconiiformes
في كل أنحاء العالم، ولها 19 نوعا.
- لقلق Ciconiidae

### البجعياتPelecaniformes
في كل أنحاء العالم، ولها 108 نوعا.

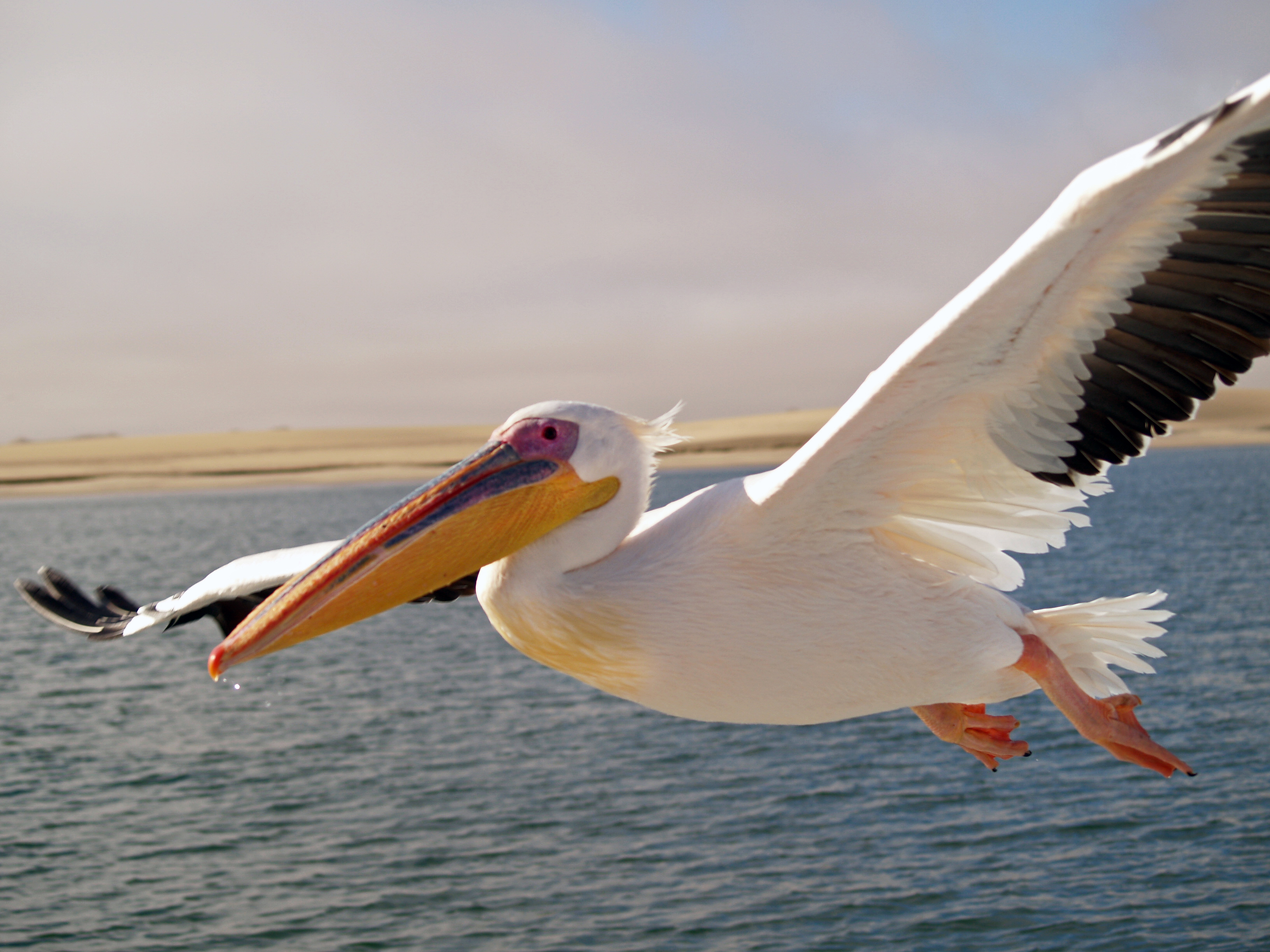
بجعة

- حذاء النيل الأبيض Balaenicipitidae
- رأس المطرقة Scopidae
- بجعة Pelecanidae
- بلشونيات Ardeidae
- أبو منجليات Threskiornithidae
- غاقيات Phalacrocoracidae
- فرقاطات Fregatidae
- أطيش Sulidae
- قاذفات Anhingidae

### الزقزاقياتCharadriiformes

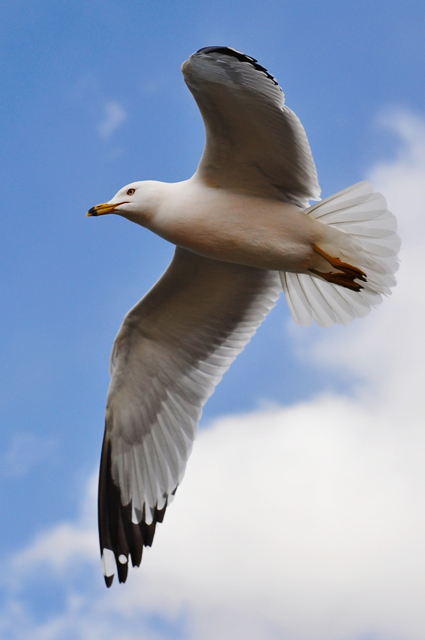
نورس

في كل أنحاء العالم، ولها 350 نوعا.
- طيطوي وشنقب Scolopacidae
- شنقب مطلي Rostratulidae
- جاكانا Jacanidae
- شنقب البذور Thinocoridae
- متجول السهول Pedionomidae
- سمان زري Turnicidae
- نورس Laridae
- قاشد Rhynchopidae
- خطاف البحر Sternidae
- أوك Alcidae
- صياد Stercorariidae
- الكروان وأبو اليسر Glareolidae
- زقزاق السرطان Dromadidae
- كروان الحصى Burhinidae
- المنقار المغلف Chionididae
- زقزاق ماجلاني Pluvianellidae
- منجلي المنقار Ibidorhynchidae
- نكاتيات Recurvirostridae
- صائد المحار Haematopodidae
- الزقزاق وأبو طيط Charadriidae

### الجوارحAccipitriformes

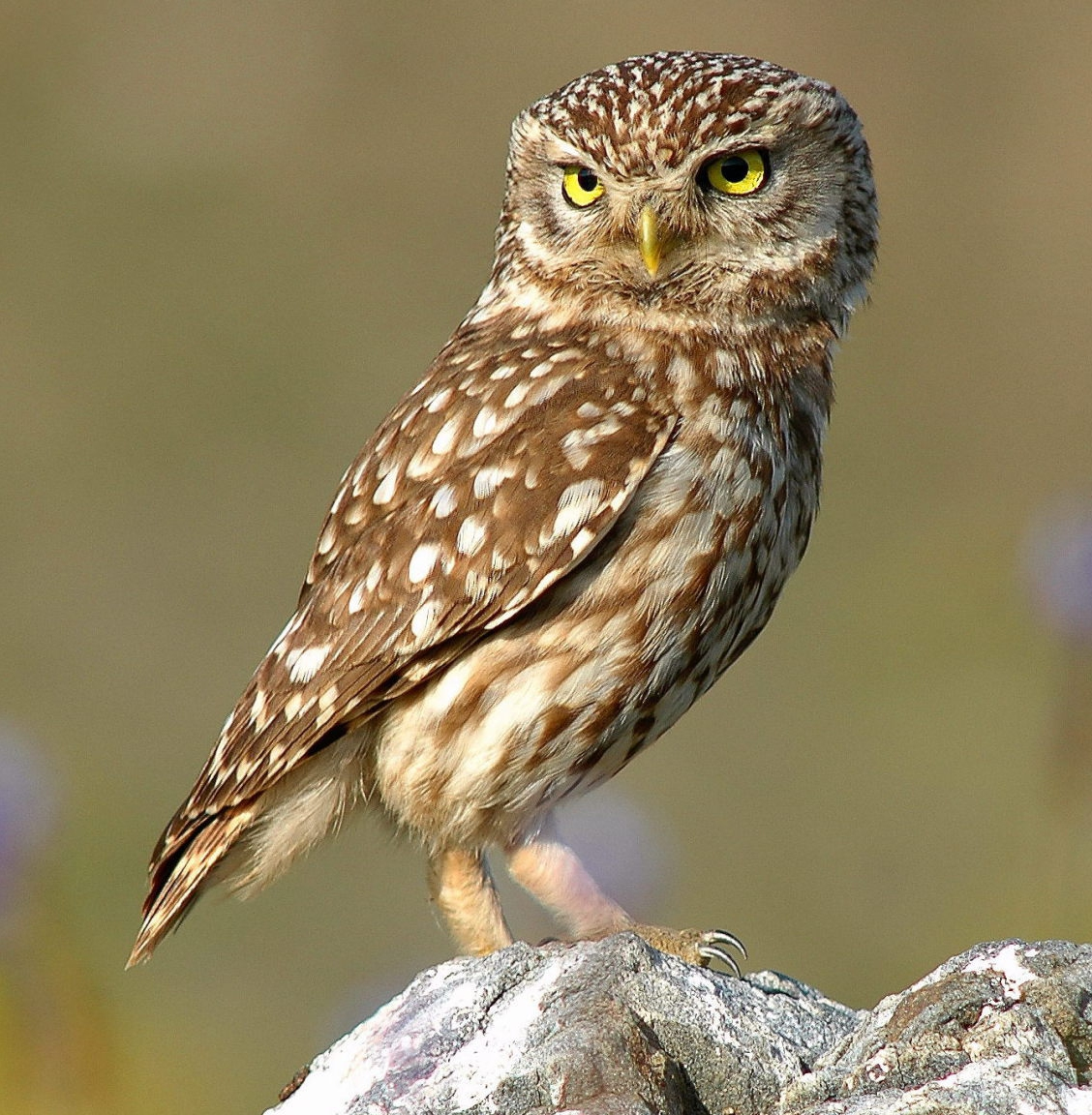
بوميات

في كل أنحاء العالم، ولها 200 نوع.
- نسور العالم الجديد Cathartidae
- شماط Pandionidae
- بازيات Accipitridae
- طائر الكاتب Sagittaridae

### البومياتStrigiformes
في كل أنحاء العالم، ولها 130 نوع.
- بوم المخازن Tytonidae
- بوم حقيقي Strigidae

### الكولياتColiiformes
في شبه الصحاري الإفريقية، ولها 6 أنواع.
- كوليات Coliidae

### الطرغونياتTrogoniformes
في شبه الصحاري الإفريقية والأمريكتين وآسيا، ولها 35 نوعا.
- طرغونيات Trogonidae

### الضؤضئياتCoraciiformes
في كل أنحاء العالم، ولها 144 نوعا.
- آكل النحل Meropidae
- متدحرج Coraciidae
- متدحرج أرضي Brachypteraciidae
- تودي Todidae
- متمت Momotidae
- صياد السمك رمادي الرأس Alcedinidae
- صياد السمك الخشبي Halcyonidae
- صياد السمك المائي Cerylidae

### قرنيات المنقار Bucerotiformes

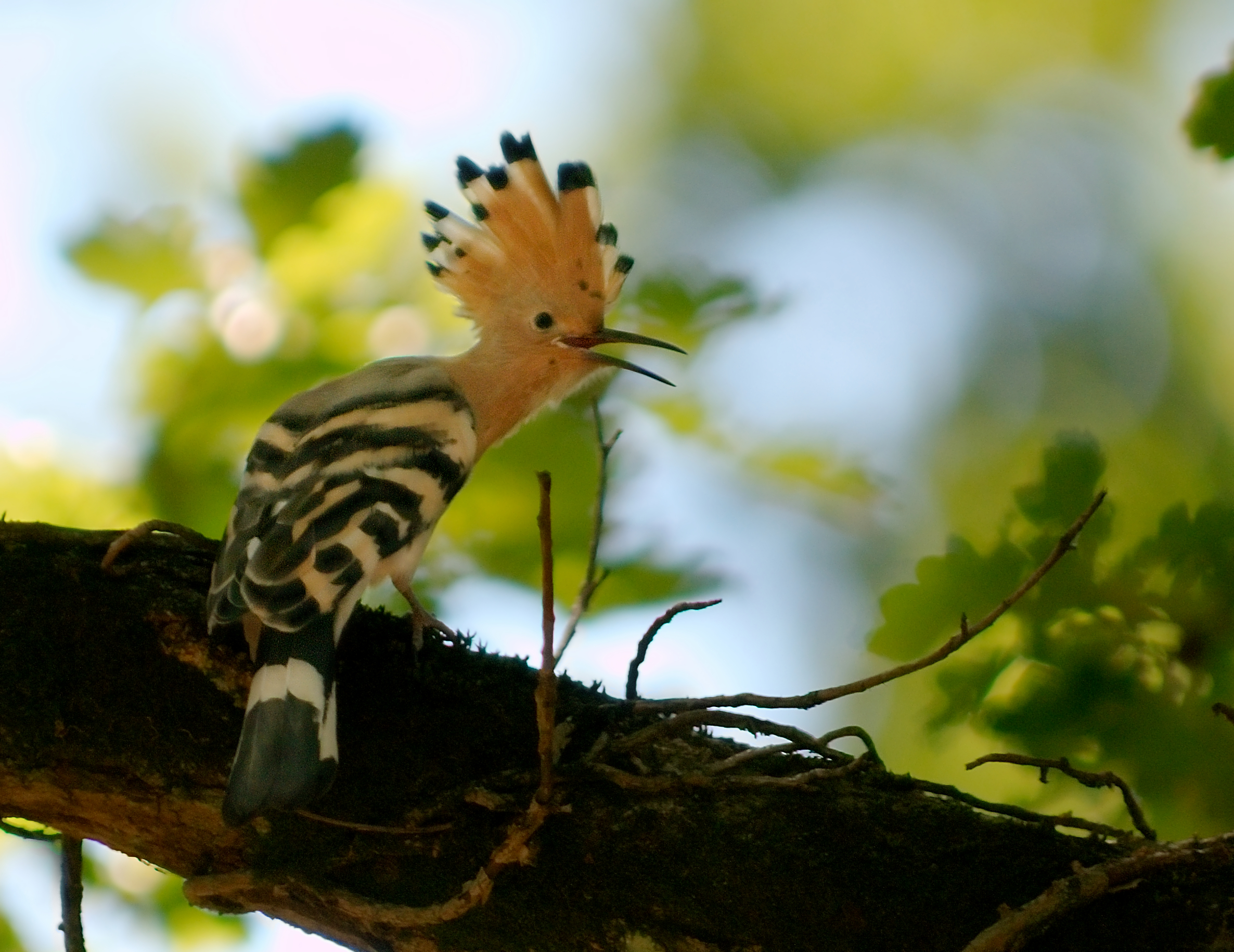
هدهد

في العالم القديم وغينيا الجديدة، ولها 64 نوعا.
- قرنيات المنقار Bucerotidae
- هدهد Upupidae
- هدهد الخشب Phoeniculidae

### الليبتوسوماتيفورمات Leptosomatiformes
في مدغشقر، ولها نوع واحد.
- متدحرج زقزاق Leptosomatidae

### البيسياتPiciformes

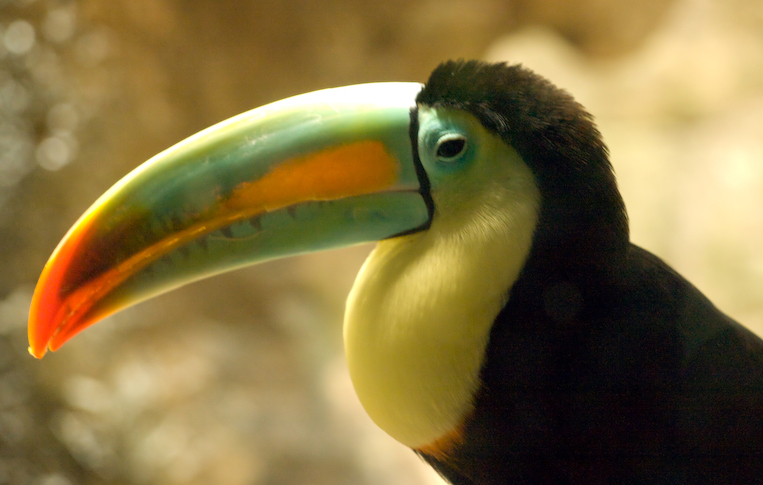
طوقان

في كل العالم عدا أستراليا، ولها 400 نوع.
- جاكامار Galbulidae
- طائر مدخن Bucconidae
- بربيت إفريقي Lybiidae
- بربيت آسيوي Megalaimidae
- طوقان Ramphastidae
- بربيت الطوقان Semnornithidae
- بربيت أمريكي Capitonidae
- نقار الخشب Picidae
- دليل العسل Indicatoridae

### صقريات الشكلFalconiformes
في كل العالم، ولها 60 نوعا.
- صقريات Falconidae

### الكريميات Cariamiformes
في أمريكا الجنوبية، ولها نوعان.
- كريميات Cariamidae

### الببغاواتPsittaciformes

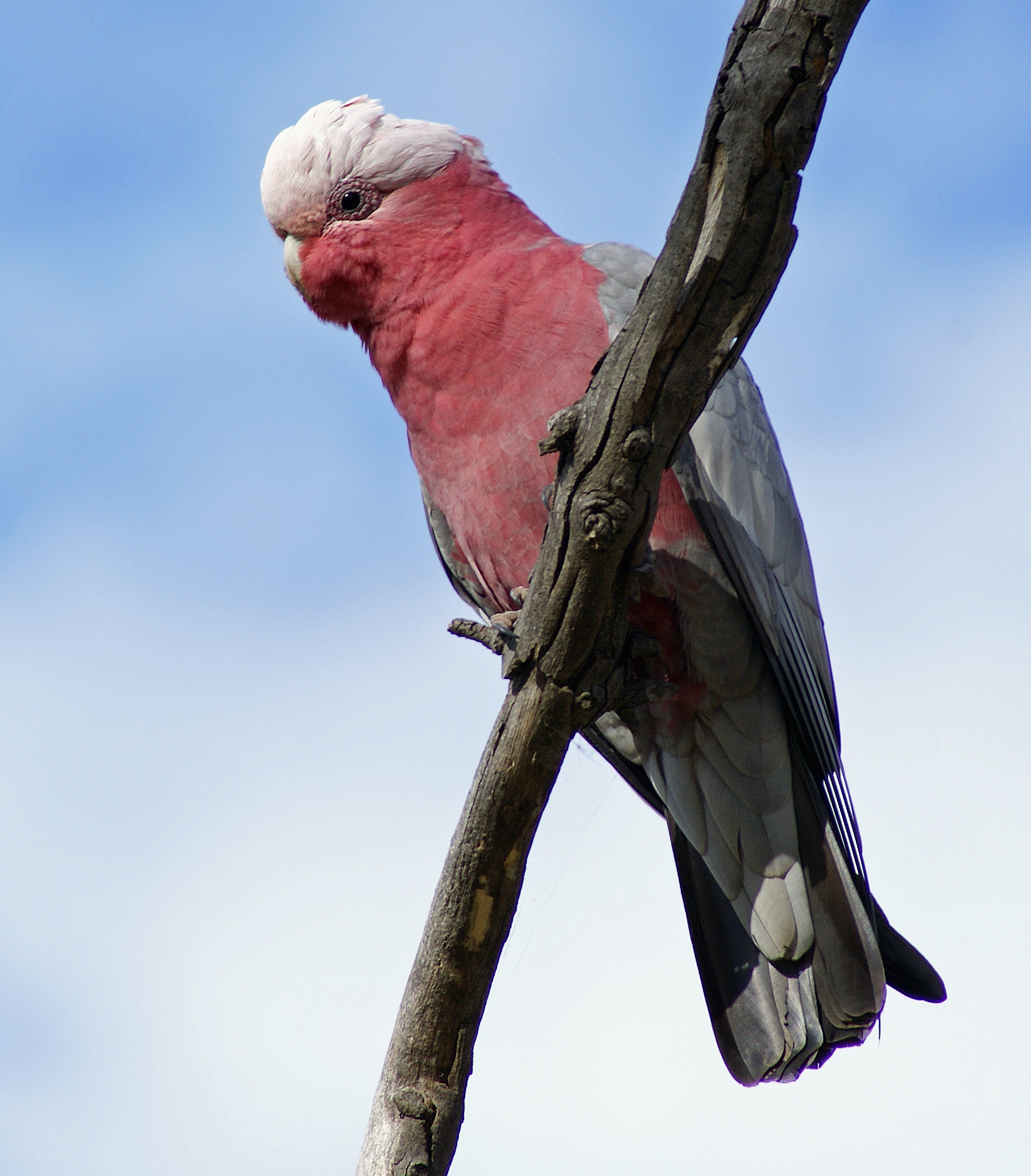
كوكاتو

في الأماكن شبه الاستوائية، ولها 330 نوعا.
- ببغاء نيوزلندي Nestoridae
- كاكابو Strigopidae
- كوكاتو Cacatuidae
- ببغاوات حقيقية، وهي فوق فصيلة تشمل الفصائل التالية:

1. ببغاوات حقيقية: ببغاء إفريقي وببغاء الإقليم المداري Psittacidae.
2. ببغاء وعائي وببغاء بيسكيت Psittrichasiidae.
3. ببغاوات أسترالية Psittaculidae

### العصفورياتPasseriformes
في كل العالم، ولها 5000 نوع.
- نمنمة نيوزلندي Acanthisittidae
- عريض المنقار Eurylaimidae
- أسيتي Philepittidae
- بيتا Pittidae
- سابايوا Sapayoidae
- صائدة الذباب Tyrannidae
- تتيريدي Tityridae
- طائر الفرن Furnariidae
- طائر النمل Thamnophilidae
- تاباكولو Formicariidae
- آكل البعوض Conopophagidae
- كوتينغا Cotingidae
- مناكين Pipridae
- هلالي الصدر Melanopareiidae
- طائر منظف Atrichornithidae
- طائر القيثارة Menuridae
- قبرة Alaudidae
- سنونو Hirundinidae
- طيور التمرة Motacillidae
- وقواق قوي المنقار Campephagidae.
- تفلق ثرثار Eupetidae

- بلبل Pycnonotidae
- صعو Regulidae
- هيليوتيدي Hyliotidae
- طائر ورق الشجر Chloropseidae
- أيورا Aegithinidae

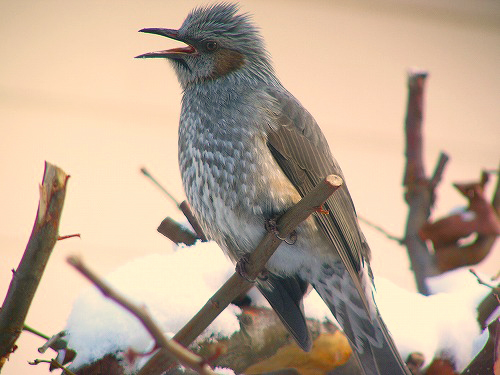
بلبل

- صائد الذباب الحريري Ptilogonatidae
- جناح الشمع Bombycillidae
- هيبوكوليوس رمادي Hypocoliidae
- دوليدا Dulidae
- غطاس Cinclidae
- صعو Troglodytidae
- دوناكوبيدي Donacobiidae
- ميميد Mimidae
- برونيليدي Prunellidae
- سمنة مغرد Turdidae
- كريستيكوليدي Cisticolidae
- شاديات حقيقية Sylviidae
- شاديات خرافية Stenostiridae
- شاديات إفريقية Macrosphenidae
- شاديات الشجيرات Cettiidae
- شاديات أوراق الشجر Phylloscopidae
- شاديات الأعشاب Megaluridae
- شاديات المستنقعات Acrocephalidae
- شاديات مدغشقرية Bernieridae
- شاديات قزمة Pnoepygidae
- صياد البعوض Polioptilidae
- صياد الذباب Muscicapidae
- بلاتيستيريدي Platysteiridae
- أبو الحناء الأسترالي Petroicidae
- باكيسيفاليدي Pachycephalidae
- سمنة قوي المنقار Colluricinclidae
- دجاج صخري Picathartidae
- واثب على الصخور Chaetopidae
- ثرثار Timaliidae
- بانوريدي Panuridae
- نيكاتور Nicatoridae
- ثرثار أسترالي Pomatostomidae
- أورثونيكيدي Orthonychidae
- كينكلوسوماتيدي Cinclosomatidae
- إيغيثاليدي Aegithalidae
- نمنمة أسترالي Maluridae
- نيوسيتيدي Neosittidae
- متسلق الشجر الأسترالي Climacteridae
- عصفوريات حقيقية Paridae
- كاسر الجوز Sittidae
- متسلق الجدران Tichodromidae
- متسلق الشجر Certhiidae
- متسلق فلبيني Rhabdornithidae
- عصفور بندولين Remizidae
- طائر الشمس Nectariniidae
- آكل التوت Melanocharitidae
- آكل التوت الملون Paramythiidae
- آكل الورد Dicaeidae
- ذو الريش المنتصب Dasyornithidae
- باردالوتيدي Pardalotidae
- شادي أسترالي Acanthizidae
- العيون البيضاء Zosteropidae
- طير السكر Promeropidae

- آكل العسل Meliphagidae
- طائر الغرزة Notiomystidae
- صافر العالم القديم Oriolidae
- طائر أزرق خرافي Irenidae
- صرد Laniidae
- صرد الشجيرات Malaconotidae
- صرد ذو خوذة Prionopidae
- فانغاس Vangidae
- درونغوس Dicruridae
- الذيل المروحي Rhipiduridae
- صائد الذباب الملك Monarchidae
- طائر معرش Callaeidae
- معشش على الطين Corcoracidae
- سنونو الخشب Artamidae
- ذو الرأس المنتصب Pityriaseidae
- طيور الجنة Paradisaeidae
- طيور الساتان Cnemophilidae
- طيور الظل Ptilonorhynchidae
- غرابيات Corvidae
- زرزور Sturnidae
- منظف الثيران Buphagidae
- عصافير العالم القديم Passeridae
- حباك Ploceidae
- حباك عصفوري Estrildidae
- هويد Viduidae
- صادح Vireonidae
- دوري عصفوري Fringillidae
- عصفور زهري الذيل Urocynchramidae
- شادي الزيتون Peucedramidae
- شادي الخشب Parulidae
- كوريبيدي Coerebidae
- تناغر Thraupidae
- دوري العالم الجديد Emberizidae
- كردينال Cardinalidae

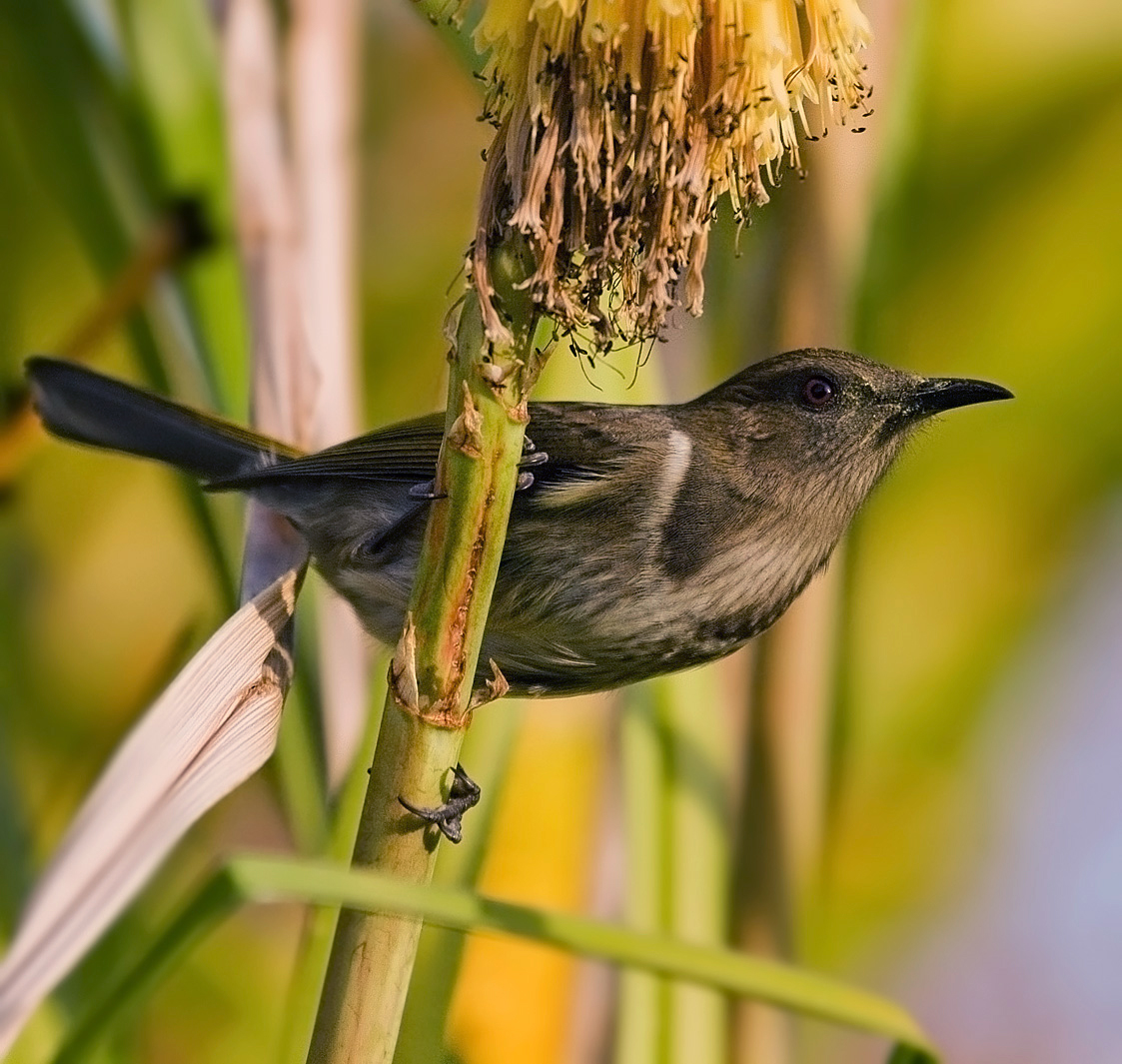
آكل العسل

- طيور العالم الجديد السوداء Icteridae

## المرجع
- List of birds: From Wikipedia, the free encyclopedia